# Can Catà
Can Catà és una masia de la serra de Collserola a Cerdanyola del Vallès (Vallès Occidental) inclosa en l'Inventari del Patrimoni Arquitectònic de Catalunya.

## Descripció
És una masia amb disposició característica dels segles XV i XVI amb els portals d'entrada a punt rodó i la teulada amb pendent als costats. La façana és orientada a migdia i fou reformada a inicis del segle xx. Mostra l'estructura formada per la planta baixa, pis i golfes en les que s'ha fet una galeria de dos arcs. La façana és coronada per un frontó amb formes motllurades circulars i els balcons tenen baranes amb balustrada. Les finestres són coronades amb cornises.
Té uns jardins d'estil neoclàssic dissenyats (al segle XX) per l'arquitecte Francesc de Paula Nebot i Torrens (o per Leopold Gil i Nebot).
La mateixa finca inclou la Reserva Natural de Can Catà, que actualment no s'obre al públic.

## Història
Al segle xvii era un dels masos més importants de les Feixes, encara amb el nom de Catà, i no apareix documentat fins al segle xviii. Es desconeixen els seus propietaris al segle xviii. Més endavant, la propietat va passar al noble Ramon de Llordella.